# Pacujá
Pacujá est une municipalité brésilienne de l’État du Ceará.

## Démographie
En 2010, elle compte 5 986 habitants.

## Source
- (pt) Cet article est partiellement ou en totalité issu de l’article de Wikipédia en portugais intitulé « Pacujá » (voir la liste des auteurs).